# Изобары
Изоба́ры (в ед.ч. изоба́р; др.-греч. ἴσος [isos] «одинаковый» + βάρος [baros] «вес») — нуклиды разных элементов, имеющие одинаковое массовое число; например, изобарами являются 40Ar, 40K, 40Ca. Термин предложен в 1918 году британским химиком Альфредом Уолтером Стюартом.

## В ядерной физике

### Описание
Хотя массовое число (то есть число нуклонов) A = N + Z в ядрах-изобарах одинаково, числа протонов Z и нейтронов N различаются: {\displaystyle Z_{1}\neq Z_{2}}, {\displaystyle N_{1}\neq N_{2}}. Совокупность нуклидов с одинаковым A, но разным Z называют изобарической цепочкой. В то время как массовое число изобаров одинаково, их атомные массы совпадают лишь приближённо. Зависимость атомной массы (или избытка массы) от Z в изобарической цепочке показывает направление возможных бета-распадов. Эта зависимость в первом приближении представляет собой параболу (см. формула Вайцзеккера) — сечение долины стабильности плоскостью A = const.
Те виды радиоактивного распада, которые не изменяют массовое число (бета-распад, двойной бета-распад, изомерный переход), переводят одно ядро-изобар в другое. Поскольку распады такого рода происходят в направлении уменьшения избытка массы, последовательность таких распадов заканчивается на ядре, представляющем энергетический минимум в данной изобарической цепочке (бета-стабильное ядро). Для ядер с чётным массовым числом таких локальных минимумов на изобарической цепочке может быть от 1 до 3, поскольку чётно-чётные ядра (Z и N чётны) благодаря энергии спаривания имеют бо́льшую энергию связи, чем нечётно-нечётные ядра с тем же массовым числом. Локальные минимумы отличаются зарядом ядра на 2 единицы ({\displaystyle \Delta Z=\pm 2}), поэтому прямые бета-переходы между основными состояниями таких ядер невозможны (бета-распад изменяет заряд ядра на единицу). Переходы из локальных минимумов цепочки в глобальный возможны лишь благодаря двойным бета-процессам, которые являются процессами второго порядка по константе связи слабого взаимодействия и поэтому сильно подавлены: периоды полураспада превышают 1019 лет. Таким образом, для нечётных A существует один бета-стабильный изобар, для чётных A — от одного до трёх. Если альфа-распад (и другие виды распада, изменяющие массовое число) для бета-стабильного изотопа запрещён или сильно подавлен, то этот изотоп присутствует в природной смеси изотопов.
Для изобаров справедливо правило Щукарева — Маттауха, объясняющее, в частности, отсутствие стабильных изотопов у технеция.

## Примордиальные изобарные пары и триады
Существуют 58 примордиальных изобарных пар и 9 примордиальных изобарных триад, которые в основном включают в себя стабильные изотопы элементов с чётными Z, отличающимися на 2 единицы, и ряд радиоактивных, но с огромными периодами полураспада, сопоставимыми со временем существования Вселенной. Если учитывать только стабильные нуклиды, то существуют 47 изобарных пар:
Примордиальные изобарные пары
| №  | Массовое число | Изобарная пара                                                                | №  | Массовое число | Изобарная пара                                                                | №  | Массовое число | Изобарная пара                                                               |
| -- | -------------- | ----------------------------------------------------------------------------- | -- | -------------- | ----------------------------------------------------------------------------- | -- | -------------- | ---------------------------------------------------------------------------- |
| 1  | 36             | {\displaystyle {\mathsf {_{16}S\ \ _{18}Ar}}}                                 | 21 | 104            | {\displaystyle {\mathsf {_{44}Ru\ \ _{46}Pd}}}                                | 41 | 152            | {\displaystyle {\mathsf {_{62}Sm\ \ _{64}Gd}}} (α)                           |
| 2  | 46             | {\displaystyle {\mathsf {_{20}Ca\ \ _{22}Ti}}}                                | 22 | 106            | {\displaystyle {\mathsf {_{46}Pd\ \ _{48}Cd}}}                                | 42 | 154            | {\displaystyle {\mathsf {_{62}Sm\ \ _{64}Gd}}}                               |
| 3  | 48             | {\displaystyle {\mathsf {_{20}Ca}}} (2β−) {\displaystyle {\mathsf {_{22}Ti}}} | 23 | 108            | {\displaystyle {\mathsf {_{46}Pd\ \ _{48}Cd}}}                                | 43 | 156            | {\displaystyle {\mathsf {_{64}Gd\ \ _{66}Dy}}}                               |
| 4  | 54             | {\displaystyle {\mathsf {_{24}Cr\ \ _{26}Fe}}}                                | 24 | 110            | {\displaystyle {\mathsf {_{46}Pd\ \ _{48}Cd}}}                                | 44 | 158            | {\displaystyle {\mathsf {_{64}Gd\ \ _{66}Dy}}}                               |
| 5  | 58             | {\displaystyle {\mathsf {_{26}Fe\ \ _{28}Ni}}}                                | 25 | 112            | {\displaystyle {\mathsf {_{48}Cd\ \ _{50}Sn}}}                                | 45 | 160            | {\displaystyle {\mathsf {_{64}Gd\ \ _{66}Dy}}}                               |
| 6  | 64             | {\displaystyle {\mathsf {_{28}Ni\ \ _{30}Zn}}}                                | 26 | 113            | {\displaystyle {\mathsf {_{48}Cd}}} (β−){\displaystyle {\mathsf {_{49}In}}}   | 46 | 162            | {\displaystyle {\mathsf {_{66}Dy\ \ _{68}Er}}}                               |
| 7  | 70             | {\displaystyle {\mathsf {_{30}Zn\ \ _{32}Ge}}}                                | 27 | 114            | {\displaystyle {\mathsf {_{48}Cd\ \ _{50}Sn}}}                                | 47 | 164            | {\displaystyle {\mathsf {_{66}Dy\ \ _{68}Er}}}                               |
| 8  | 74             | {\displaystyle {\mathsf {_{32}Ge\ \ _{34}Se}}}                                | 28 | 115            | {\displaystyle {\mathsf {_{49}In}}} (β−) {\displaystyle {\mathsf {_{50}Sn}}}  | 48 | 168            | {\displaystyle {\mathsf {_{68}Er\ \ _{70}Yb}}}                               |
| 9  | 76             | {\displaystyle {\mathsf {_{32}Ge}}} (2β−) {\displaystyle {\mathsf {_{34}Se}}} | 29 | 116            | {\displaystyle {\mathsf {_{48}Cd}}} (2β−) {\displaystyle {\mathsf {_{50}Sn}}} | 49 | 170            | {\displaystyle {\mathsf {_{68}Er\ \ _{70}Yb}}}                               |
| 10 | 78             | {\displaystyle {\mathsf {_{34}Se\ \ _{36}Kr}}} (2ε)                           | 30 | 120            | {\displaystyle {\mathsf {_{50}Sn\ \ _{52}Te}}}                                | 50 | 174            | {\displaystyle {\mathsf {_{70}Yb\ \ _{72}Hf}}} (α)                           |
| 11 | 80             | {\displaystyle {\mathsf {_{34}Se\ \ _{36}Kr}}}                                | 31 | 122            | {\displaystyle {\mathsf {_{50}Sn\ \ _{52}Te}}}                                | 51 | 184            | {\displaystyle {\mathsf {_{74}W\ \ _{76}Os}}} (α)                            |
| 12 | 82             | {\displaystyle {\mathsf {_{34}Se}}} (2β−) {\displaystyle {\mathsf {_{36}Kr}}} | 32 | 123            | {\displaystyle {\mathsf {_{51}Sb\ \ _{52}Te}}}                                | 52 | 186            | {\displaystyle {\mathsf {_{74}W\ \ _{76}Os}}} (α)                            |
| 13 | 84             | {\displaystyle {\mathsf {_{36}Kr\ \ _{36}Sr}}}                                | 33 | 126            | {\displaystyle {\mathsf {_{52}Te\ \ _{54}Xe}}}                                | 53 | 187            | {\displaystyle {\mathsf {_{75}Re}}} (β−) {\displaystyle {\mathsf {_{76}Os}}} |
| 14 | 86             | {\displaystyle {\mathsf {_{36}Kr\ \ _{38}Sr}}}                                | 34 | 128            | {\displaystyle {\mathsf {_{52}Te}}} (2β−) {\displaystyle {\mathsf {_{54}Xe}}} | 54 | 190            | {\displaystyle {\mathsf {_{76}Os\ \ _{78}Pt}}} (α)                           |
| 15 | 87             | {\displaystyle {\mathsf {_{37}Rb}}} (β−) {\displaystyle {\mathsf {_{38}Sr}}}  | 35 | 132            | {\displaystyle {\mathsf {_{54}Xe\ \ _{56}Ba}}}                                | 55 | 192            | {\displaystyle {\mathsf {_{76}Os\ \ _{78}Pt}}}                               |
| 16 | 92             | {\displaystyle {\mathsf {_{40}Zr\ \ _{42}Mo}}}                                | 36 | 134            | {\displaystyle {\mathsf {_{54}Xe\ \ _{56}Ba}}}                                | 56 | 196            | {\displaystyle {\mathsf {_{78}Pt\ \ _{80}Hg}}}                               |
| 17 | 94             | {\displaystyle {\mathsf {_{40}Zr\ \ _{42}Mo}}}                                | 37 | 142            | {\displaystyle {\mathsf {_{58}Ce\ \ _{60}Nd}}}                                | 57 | 198            | {\displaystyle {\mathsf {_{78}Pt\ \ _{80}Hg}}}                               |
| 18 | 98             | {\displaystyle {\mathsf {_{42}Mo\ \ _{44}Ru}}}                                | 38 | 144            | {\displaystyle {\mathsf {_{60}Nd}}} (α) {\displaystyle {\mathsf {_{62}Sm}}}   | 58 | 204            | {\displaystyle {\mathsf {_{80}Hg\ \ _{82}Pb}}}                               |
| 19 | 100            | {\displaystyle {\mathsf {_{42}Mo}}} (2β−) {\displaystyle {\mathsf {_{44}Ru}}} | 39 | 148            | {\displaystyle {\mathsf {_{60}Nd\ \ _{62}Sm}}} (α)                            |    |                |                                                                              |
| 20 | 102            | {\displaystyle {\mathsf {_{44}Ru\ \ _{46}Pd}}}                                | 40 | 150            | {\displaystyle {\mathsf {_{60}Nd}}} (2β−) {\displaystyle {\mathsf {_{62}Sm}}} |    |                |                                                                              |

Примордиальные изобарные триады
| № | Массовое число | Изобарная триада                                                                               |
| - | -------------- | ---------------------------------------------------------------------------------------------- |
| 1 | 40             | {\displaystyle {\mathsf {_{18}Ar\ \ _{19}K}}} (β+, β−, ε) {\displaystyle {\mathsf {_{20}Ca}}}  |
| 2 | 50             | {\displaystyle {\mathsf {_{22}Ti\ \ _{23}V}}} (β+, β−) {\displaystyle {\mathsf {_{24}Cr}}}     |
| 3 | 96             | {\displaystyle {\mathsf {_{40}Zr}}} (2β−) {\displaystyle {\mathsf {_{42}Mo\ \ _{44}Ru}}}       |
| 4 | 124            | {\displaystyle {\mathsf {_{50}Sn\ \ _{52}Te\ \ _{54}Xe}}} (2ε)                                 |
| 5 | 130            | {\displaystyle {\mathsf {_{52}Te}}} (2β−) {\displaystyle {\mathsf {_{54}Xe\ \ _{56}Ba}}} (2ε)  |
| 6 | 136            | {\displaystyle {\mathsf {_{54}Xe}}} (2β−) {\displaystyle {\mathsf {_{56}Ba\ \ _{58}Ce}}}       |
| 7 | 138            | {\displaystyle {\mathsf {_{56}Ba\ \ _{57}La}}} (ε, β−) {\displaystyle {\mathsf {_{58}Ce}}}     |
| 8 | 176            | {\displaystyle {\mathsf {_{70}Yb\ \ _{71}Lu}}} (β−) {\displaystyle {\mathsf {_{72}Hf}}}        |
| 9 | 180            | {\displaystyle {\mathsf {_{72}Hf\ \ _{73}Ta}}} (изомер) {\displaystyle {\mathsf {_{74}W}}} (α) |

## В масс-спектрометрии
В масс-спектрометрии изобарами называются как ядра с одинаковым массовым числом, так и молекулы с (приблизительно) одинаковой молекулярной массой. Так, молекулы 16O1H2H (полутяжёлой воды) являются молекулярными изобарами к атому 19F. Ионы таких молекул и атомов имеют почти одинаковое отношение масса/заряд (при равном заряде) и, следовательно, движутся в электромагнитных полях масс-спектрометра по почти одинаковой траектории, являясь источником фона для своих изобар.